# Петрик Петро Пантелеймонович
Петро Пантилемонович Петрик (26 червня 1953 — 20 лютого 2011, Одеса) — член Партії регіонів; колишній народний депутат України.

## Із життєпису
Освіта вища.
Вересень 2007 — кандидат в народні депутати України від Партії регіонів, № 262 в списку. На час виборів: народний депутат України, член ПР.
Народний депутат України 5-го скликання з жовтня 2006 до листопада 2007 від Партії регіонів, № 202 в списку. На час виборів — заступник голови Одеського обласного відділення Партії регіонів. Член фракції Партії регіонів. Член Комітету з питань законодавчого забезпечення правоохоронної діяльності (з лютого 2007).
Помер від серцевого нападу, похований 22 лютого 2011 року на Таїровському цвинтарі Одеси.